# Enriqueta María de Francia
Enriqueta María de Francia (Henrietta Maria, Palacio del Louvre, París, 25 de noviembre de 1609-Colombes, 10 de septiembre de 1669), fue reina consorte de Inglaterra, Escocia e Irlanda desde 1625 hasta 1649, como esposa del rey Carlos I. Nació siendo hija de Francia, título concedido en Francia a los hijos e hijas nacidos en legítimo matrimonio de un rey de Francia. Era hija del rey Enrique IV de Francia y de su esposa, María de Médici.
Su identidad como católica la hizo impopular en Inglaterra y también le prohibió ser coronada. Por lo tanto, ella nunca tuvo una coronación. Comenzó a sumergirse en los asuntos nacionales a medida que se avecinaba la guerra civil en el horizonte, y se vio obligada a buscar refugio en Francia durante el apogeo de la primera guerra civil inglesa. La ejecución de su esposo la dejó empobrecida. Se instaló en París y luego regresó a Inglaterra después de la restauración de su hijo, Carlos II. 

## Infancia

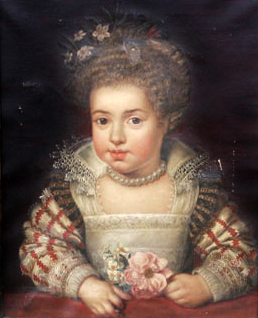
La reina Enriqueta María de niña. Por Frans Pourbus el Joven, 1611.

Fue la hija menor de los 6 hijos del rey Enrique IV de Francia y de María de Médicis, su segunda esposa. Su padre fue asesinado cuando apenas tenía 5 meses de edad, por el fanático católico François Ravaillac. El 14 de mayo de 1610, cuando el rey salió en su carruaje, atravesó una calle pequeña, en la cual había dos carretas que le impedían el paso. De una de las carretas salió el asesino, que le asestó dos puñaladas mortales.
Tras el regicidio de Enrique IV de Francia, el 14 de mayo de 1610, la reina consorte María de Médici, asumió la regencia en nombre de su hijo Luis XIII que aún no tenía 9 años, demasiado joven para poder reinar. María de Médici no tenía buenas relaciones con su hijo, y al tomar el poder, exilió a su madre en el Castillo de Blois en 1617.
Fue enseñada, junto con sus hermanas, en equitación, baile y canto. También participó en obras de teatro de la corte francesa. A pesar de sus clases de lectura y escritura, no era conocida por sus habilidades académicas. Enriqueta conoció a su futuro esposo en París, en 1623, mientras viajaba a España con el duque de Buckingham para arreglar un posible matrimonio con la infanta María Ana de España, que no llegó a concretarse.

## Matrimonio con Carlos I

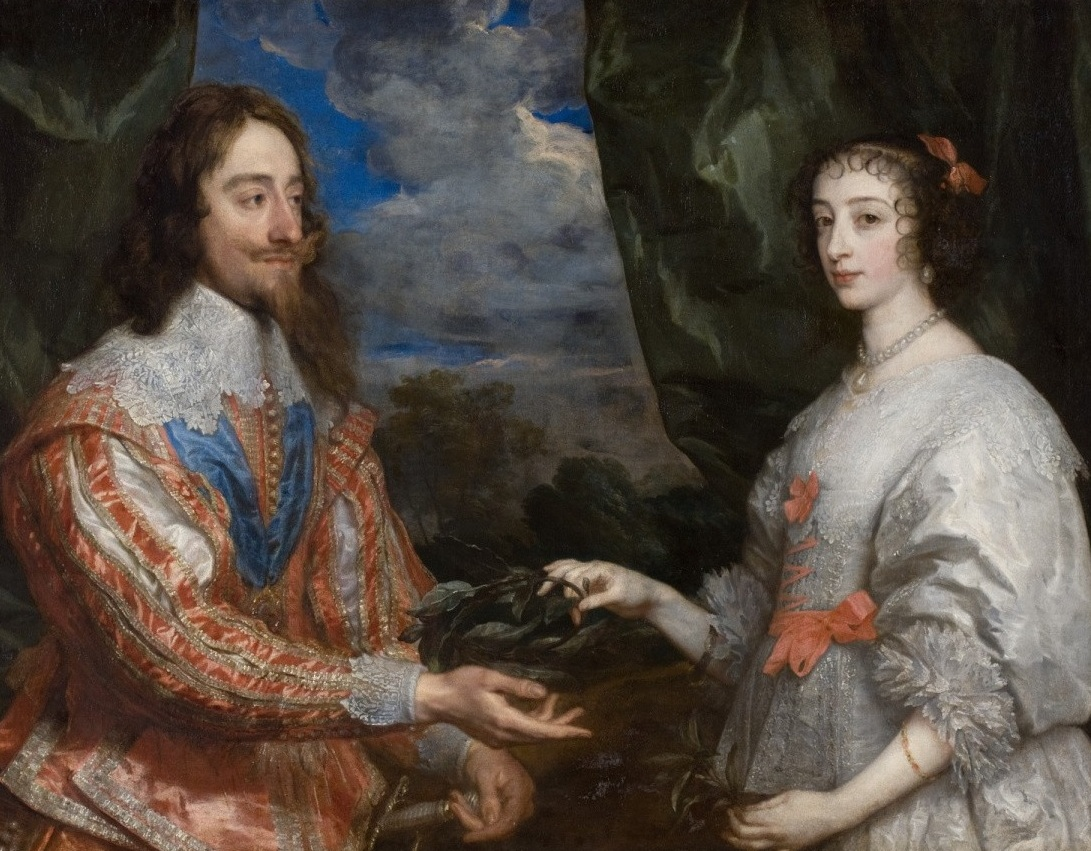
El rey Carlos I y la reina consorte Enriqueta

Cuando el príncipe de Gales —futuro rey Carlos I— regresaba a su país con el duque de Buckingham después de la infructuosa negociación matrimonial con España, pasó por Francia, conociendo allí a Enriqueta María. Tras conseguir la aprobación de su padre y del rey Luis XIII de Francia —hermano de Enriqueta—, se casaron por poderes en París, el 11 de mayo de 1625, poco después de que Carlos hubiera subido al trono inglés. Debido a que era católica, su elección como futura reina fue recibida con desagrado entre los ingleses. 
La ceremonia formal de matrimonio se llevó a cabo en la iglesia de San Agustín, en Canterbury, Kent, el 13 de junio de 1625. Por su religión, fue imposible que fuera coronada reina al lado de su marido, al realizarse dicha ceremonia el 2 de febrero de 1626 en la abadía de Westminster. Se le permitió ver a Carlos siendo coronado, a una distancia discreta. Enriqueta tenía quince años en el momento de su matrimonio, aunque no era inusualmente joven entre las princesas reales de la época. Las opiniones sobre la apariencia de la reina varían; su sobrina Sofía de Hannover, comentó que los «hermosos retratos de Van Dyck le habían dado una idea tan buena de todas las damas de Inglaterra, que le sorprendió ver que la reina, a quien había visto tan hermosa y delgada, era una mujer más allá de su mejor momento. Sus brazos eran largos y delgados, sus hombros desiguales, y algunos de sus dientes salían de su boca como colmillos. Sin embargo, tenía ojos bonitos, nariz bonita y buena complexión».
En un principio, sus relaciones eran frías. Enriqueta María llegó desde su país con muchos servidores, que le costaban grandes caudales a la Corona. Finalmente, el rey envió toda la comitiva de regreso a Francia, dejándole únicamente a su adolescente novia —tenía apenas 16 años— nada más que a su capellán y dos damas de cámara. Al ver como la reina miraba, terriblemente triste, por la ventana del palacio como su séquito regresaba a Francia, Carlos reaccionó airadamente y arrastró a Enriqueta lejos de allí. La expulsión del séquito francés también estuvo estrechamente relacionado con poner los gastos de Enriqueta María bajo algún tipo de control. Pues, inicialmente había gastado una tasa increíble, lo que resultó en deudas que todavía se estaban pagando varios años después. Incluso después de la reforma de la casa de la Reina, en Greenwich, los gastos continuaron a un alto nivel; a pesar de los regalos del rey, ella tuvo que pedir prestado dinero en secreto en 1627, y las cuentas muestran una gran cantidad de vestidos caros que se compraron durante los años anteriores a la guerra. 
A Carlos le gustaba llamar a su esposa simplemente «Mary», y los ingleses la llamaban «Queen Mary», aludiendo a la abuela católica de Carlos. Enriqueta María fue muy abierta sobre sus creencias católicas, hasta el punto de ser «flagrante» y «sin complejos». Obstruyó los planes de cuidar a la fuerza a los hijos mayores de todas las familias católicas con el objetivo de criarlos como protestantes, y también facilitó los matrimonios católicos, incurriendo en un delito penal según la ley inglesa en ese momento. La nueva reina llevó a Inglaterra con ella una gran cantidad de caras pertenencias, como diamantes, perlas, anillos, botones de diamantes, vestidos de satén y terciopelo, capas bordadas, faldas, capillas de terciopelo; platos, candelabros, cuadros, libros, vestimentas, juegos de dormitorio para ella y sus damas de honor, y doce sacerdotes oratorianos.
Los católicos todavía estaban siendo ejecutados en Inglaterra durante la década de 1620, y la reina sintió pasión por su fe. A su debido tiempo, intentaría, sin éxito, convertir a su sobrino calvinista, el príncipe Ruperto, durante su estadía en Inglaterra. 
La nueva reina nunca se asimiló completamente a la sociedad inglesa; ella no hablaba inglés antes de su matrimonio, y en la década de 1640, tuvo dificultades para escribir o hablar el idioma. Esto, combinado con sus creencias religiosas, la marcó como diferente y potencialmente peligrosa en la sociedad inglesa de la época, que temía la subversión católica y el terrorismo como la Conspiración de la pólvora, y la llevó a convertirse en una reina impopular. Enriqueta María ha sido criticada por ser una figura "intrínsecamente apolítica, poco educada y frívola", durante la década de 1630. Otros han sugerido que ejerció un grado de poder personal a través de una combinación de su piedad, su feminidad y su patrocinio de las artes.

## Relación con el rey
El matrimonio de los monarcas no comenzó bien y la expulsión de su personal francés, no lo mejoró. Cada vez que los dos estaban juntos, comenzaban a discutir y se separaban, dejando de verse durante semanas. Cuando se reconciliaban y volvían a juntarse, nuevamente se separaban, pues no podían dejar de pelear.
En lugar de Carlos, una de las compañeras más cercanas de la reina en los primeros días de su matrimonio, fue Lucy Hay. Lucy era la esposa de Jacobo Hay, quien había sido un favorito del rey Jacobo, y que ahora era un caballero de la habitación de su hijo, Carlos. Jacobo había ayudado a negociar el matrimonio de Carlos con Enriqueta María. Lucy era una firme protestante, con una notable belleza y una fuerte personalidad. Muchos contemporáneos creían que ella era la amante de Buckingham, rumores de los que la reina habría estado al tanto, y se ha argumentado que Lucy estaba tratando de controlar a la nueva reina en su nombre. No obstante, para el verano de 1628, las dos eran amigas muy cercanas, y Lucy Hay era una de las damas de honor de la reina. 
La reina detestaba al favorito de su marido, el duque de Buckingham. Buckingham fue asesinado en agosto de 1628, posiblemente por órdenes de Enriqueta María y la facción francesa de la corte. Después de esto, su relación con el rey mejoró notablemente, naciendo finalmente entre ellos profundos lazos de amor y afecto. Su negativa de renunciar a su fe católica le ganó el odio de muchos de sus súbditos y de ciertos cortesanos de gran poder tales como William Laud, arzobispo de Canterbury y Thomas Wentworth, conde de Strafford. 
Carlos escribía regularmente cartas a Enriqueta Maria dirigidas a Dear Heart. Estas cartas muestran la naturaleza amorosa de su relación. Por ejemplo, el 11 de enero de 1645, Carlos escribió: «Y querido Corazón, no puedes sino estar segura, de que no hay peligro que no pueda correr, ni dolores que no sufriré, para disfrutar de la felicidad de tu compañía».
A medida que su relación con su esposo se fortalecía, se separó de Lucy Hay en 1634. Las razones específicas no están claras en gran medida, aunque las dos habían tenido sus diferencias antes. Lucy era un protestante ardiente, por ejemplo, y llevaba una vida bastante más disoluta que la reina. Enriqueta María también puede haberse sentido eclipsada por la bella y confiada Hay, y debido a que ahora tenía un vínculo tan estrecho con su esposo, esos confidentes ya no eran tan necesarios. 

## Descendencia con Carlos I

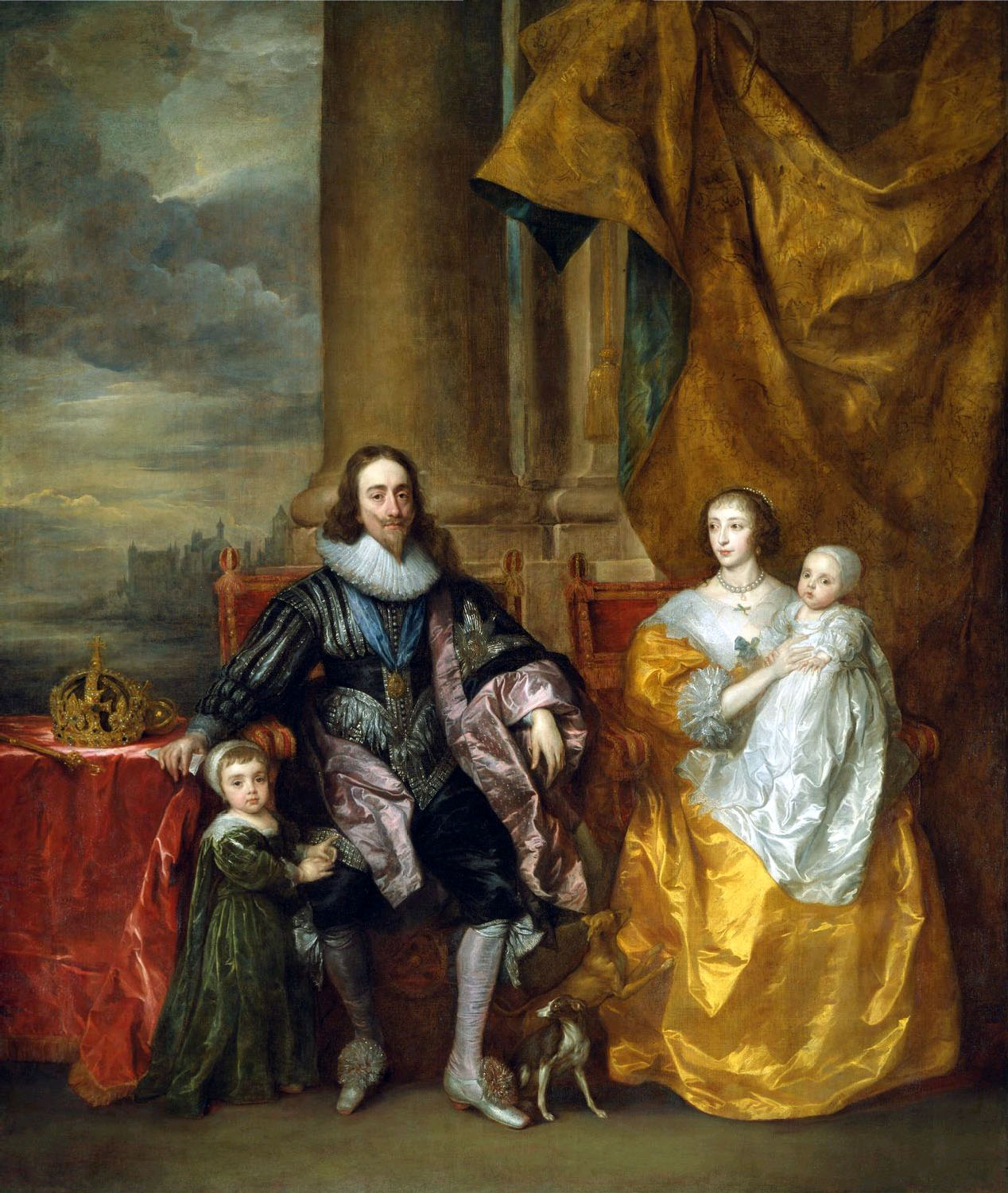
Enriqueta Maria y el rey Carlos I con el futuro Carlos II, y la princesa María. Pintado por Anthony van Dyck, 1633. El galgo simboliza la fidelidad matrimonial entre Carlos y Enriqueta María.

A raíz de la mejorada relación, la reina quedó embarazada, pero perdió su primer niño poco después de su nacimiento, a causa de un trabajo de parto muy difícil. De este matrimonio nacieron 9 hijos en total: 
1. Carlos Jacobo (1629), nombrado al nacer duque de Cornualles y Rothesay. Sin descendencia.
2. Carlos (1630 - 1685), sucesor de Carlos I y rey de Inglaterra y Escocia tras la restauración de la monarquía en 1660 con el nombre de Carlos II. Tuvo 16 hijos ilegítimos.
3. María (1631 - 1660), casada con el príncipe Guillermo II de Orange-Nassau, duque de Nassau, Estatúder de los Países Bajos. Tuvo un hijo.
4. Jacobo (1633 - 1701), duque de York (1644) y de Albany (1660); sucede a su hermano como Jacobo II de Inglaterra y VII de Escocia;
5. Isabel (1635 - 1650);[10] Murió a los 15 años. La princesa tuvo un resfrío que rápidamente se convirtió en neumonía, y murió el 8 de septiembre de 1650. Fue enterrada en la Iglesia de Santo Tomás en Newport. Sin descendencia.
6. Ana (1637 - 1640); Sin descendencia.
7. Catalina (1639); Sin descendencia.
8. Enrique (1640 - 1660), nombrado conde de Richmond (1644) y duque de Gloucester (1659); Murió repentinamente a los 20 años poco después de contraer viruela, creando una gran angustia a su hermano el rey. Sin descendencia.
9. Enriqueta Ana (1644 - 1670), casada con Felipe de Francia, duque de Orleans, hermano del rey Luis XIV de Francia. Tuvo 4 hijos.

## Revolución inglesa

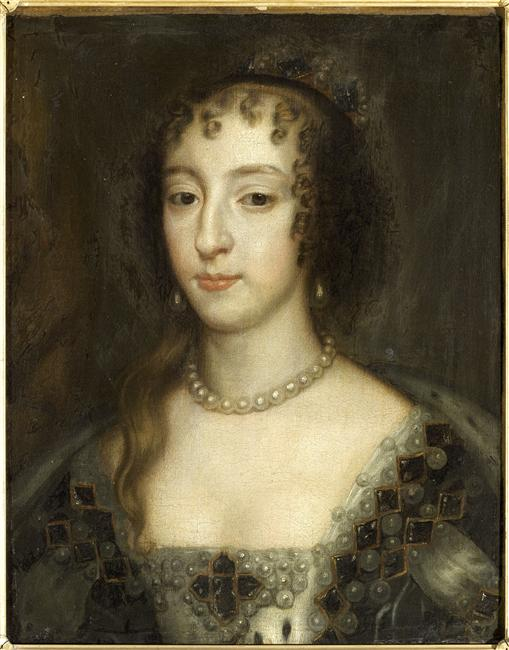
Retrato de la reina Enriqueta, por Sir Peter Lely, 1660

Enriqueta María participó cada vez más en la política inglesa mientras el país se encaminaba sin remedio hacia un conflicto abierto en la década de 1630. Se alió con los cortesanos puritanos para evitar un acercamiento diplomático con España, pues Enriqueta María era anti-española y estaba en contra de una alianza con España, y tramó un complot para apoderarse de los parlamentarios. Teniendo la guerra cada vez más cerca, se puso activamente a reunir fondos y ayuda para su marido, pero sus deseos de recurrir a fuentes católicas como el papa y su hermano, el rey francés, encolerizaron a muchos en Inglaterra y obstaculizaron los esfuerzos de Carlos. 
En 1632, comenzó la construcción de una nueva capilla católica en Somerset House. Aunque modesta en el exterior, la capilla era mucho más elaborada en el interior y fue inaugurada en una particular gran ceremonia en 1636. El resultado fue una gran alarma entre muchos en la comunidad protestante. El número de conversiones al catolicismo iba en aumento y el rey fue objeto de cada vez más críticas por su falta de acción para detener el flujo de las conversiones. El resultado fue una creciente intolerancia de los protestantes hacia la reina, convirtiéndose poco a poco en odio.
En agosto de 1642, cuando comenzó el conflicto, Enriqueta estaba en Europa. Continuó recolectando dinero para la causa monárquica, y no volvió a Inglaterra hasta inicios de 1643. Desembarcó en Bridlington, en Yorkshire, con las tropas y soldados que había logrado reunir, y se unió a las fuerzas monárquicas en el norte de Inglaterra, armando su cuartel general en York. Permaneció con el ejército en el norte durante algunos meses antes de reunirse con el rey en Oxford. El golpe final de la posición del rey vino cuando los escoceses se pusieron de lado del Parlamento. Su negativa a aceptar los rigurosos términos del acuerdo de paz, la obligó a huir a Francia con sus hijos en julio de 1644. La reina estaba embarazada de la futura Princesa Enriqueta, por lo que fue trasladada a un lugar más seguro, y tras la despedida, nunca más vio a su marido. El rey fue ejecutado en 1649, dejándola casi indigente. 

## Exilio y muerte

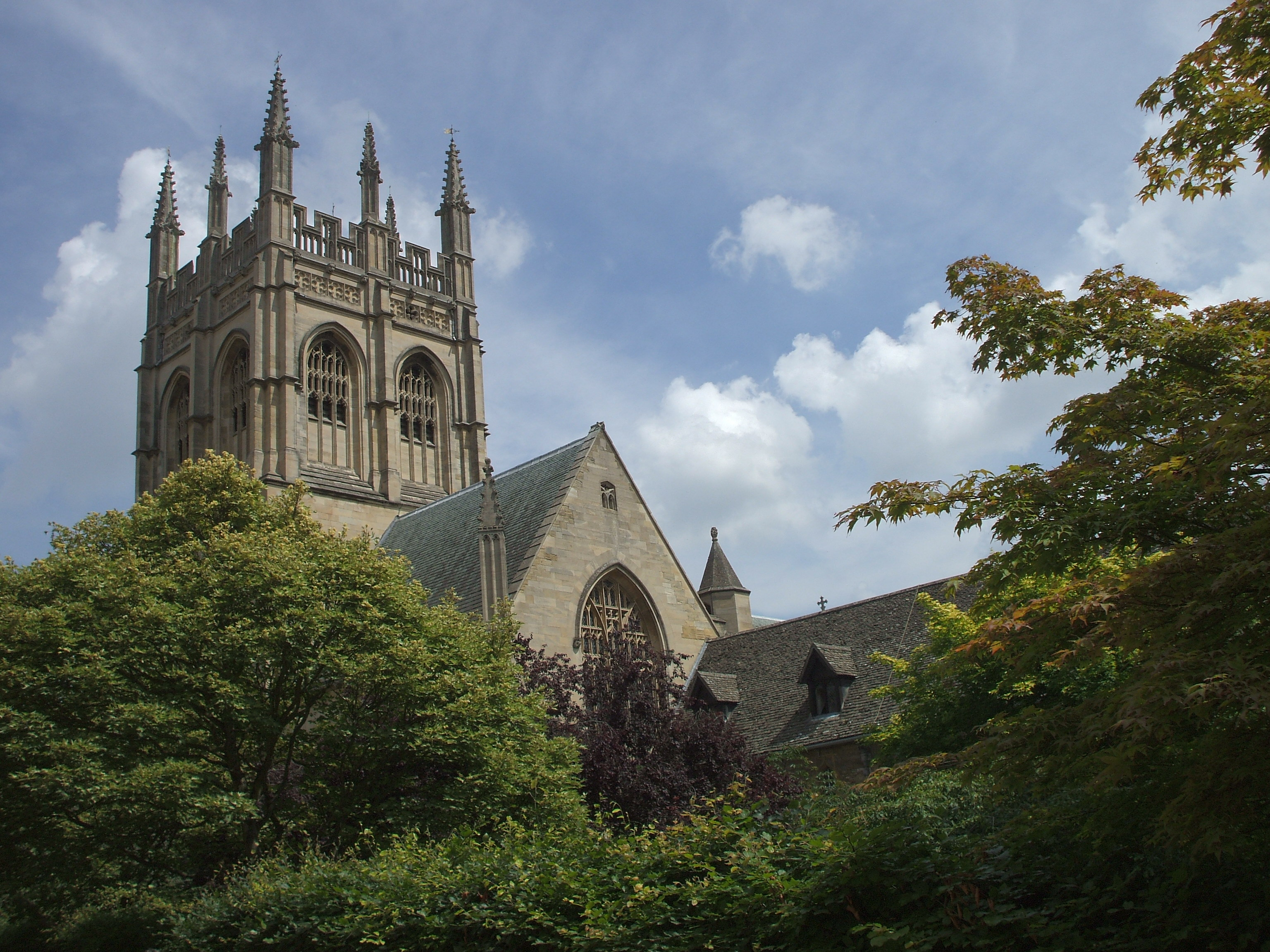
Capilla privada de Enriqueta María mientras ella se basó en Oxford durante la Guerra Civil.

Enriqueta se traslada a París, designando como su canciller al excéntrico sir Kenelm Digby. Encolerizó a los monárquicos exiliados y a su hijo mayor al tratar de convertir a su hijo más joven, Enrique, al catolicismo. Volvió a Inglaterra tras la restauración, en octubre de 1660, y vivió como reina Viuda en Somerset House, en Londres, hasta 1665, cuando volvió permanentemente a Francia. Sus problemas financieros fueron resueltos gracias a una generosa pensión. Fundó un convento en Chaillot (1651), en donde se retiró. 
Enriqueta cada vez más profundizaba su fe católica, por lo que su hija menor fue criada como católica. En 1661, regresó a Francia dispuesta a casar a su hija menor, Enriqueta, con el Duque de Orleans, único hermano de Luis XIV. Esto ayudó de manera significativa, a las relaciones entre ingleses y franceses. Luego de la boda de su hija, la reina regresó a Inglaterra en 1662, acompañada de su hijo Carlos II y su sobrino el príncipe Ruperto. Tenía la intención de permanecer en Inglaterra el resto de su vida, pero en 1665 siendo gravemente afectada por la bronquitis, a causa del clima húmedo británico, regreso a Francia ese mismo año, residiendo en el Hôtel de la Bazinière, el actual Hotel de Chimay, en París. 
En agosto de 1669, vio el nacimiento de su nieta Ana María de Orléans, abuela materna del rey Luis XV de Francia. Murió en el castillo de Colombes (Château de Colombes en francés), el 10 de septiembre de 1669, a los 59 años de edad, luego de haber tomado una cantidad excesiva de opiáceos como analgésico. Fue sepultada en el Panteón Real en la Basílica de Saint Denis, cerca de París. Su corazón fue colocado en un ataúd de plata y sepultado en el convento de Chaillot.

## Ancestros
| \| \| \| \| \| \| \| \| \| \| \| \| \| \| \| \| \| \| \| \| 16. Francisco de Vendôme \| \| \| \| \| \| \| \| \| \| \| \| \| \| \| \| \| \| \| \| \| \| \| \| \| \| \| \| \| \| \| \| \| \| \| \| \| \| \| \| \| \| \| \| \| \| \| \| \| \| \| \| \| \| 8. Carlos IV de Borbón \| \| \| \| \| \| \| \| \| \| \| \| \| \| \| \| \| \| \| \| \| \| \| \| \| \| \| \| \| \| \| \| \| \| \| \| \| \| \| \| \| \| \| \| \| \| \| \| \| \| \| \| \| \| 17. María de Luxemburgo \| \| \| \| \| \| \| \| \| \| \| \| \| \| \| \| \| \| \| \| \| \| \| \| \| \| \| \| \| \| \| \| \| \| \| \| \| \| \| \| \| \| \| \| \| \| \| \| \| \| \| \| \| \| 4. Antonio de Borbón \| \| \| \| \| \| \| \| \| \| \| \| \| \| \| \| \| \| \| \| \| \| \| \| \| \| \| \| \| \| \| \| \| \| \| \| \| \| \| \| \| \| \| \| \| \| \| \| \| \| \| \| \| \| 18. René de Alençon \| \| \| \| \| \| \| \| \| \| \| \| \| \| \| \| \| \| \| \| \| \| \| \| \| \| \| \| \| \| \| \| \| \| \| \| \| \| \| \| \| \| \| \| \| \| \| \| \| \| \| \| \| \| 9. Francisca de Alençon \| \| \| \| \| \| \| \| \| \| \| \| \| \| \| \| \| \| \| \| \| \| \| \| \| \| \| \| \| \| \| \| \| \| \| \| \| \| \| \| \| \| \| \| \| \| \| \| \| \| \| \| \| \| 19. Margarita de Lorena \| \| \| \| \| \| \| \| \| \| \| \| \| \| \| \| \| \| \| \| \| \| \| \| \| \| \| \| \| \| \| \| \| \| \| \| \| \| \| \| \| \| \| \| \| \| \| \| \| \| \| \| \| \| 2. Enrique IV de Francia \| \| \| \| \| \| \| \| \| \| \| \| \| \| \| \| \| \| \| \| \| \| \| \| \| \| \| \| \| \| \| \| \| \| \| \| \| \| \| \| \| \| \| \| \| \| \| \| \| \| \| \| \| \| 20. Juan III de Navarra \| \| \| \| \| \| \| \| \| \| \| \| \| \| \| \| \| \| \| \| \| \| \| \| \| \| \| \| \| \| \| \| \| \| \| \| \| \| \| \| \| \| \| \| \| \| \| \| \| \| \| \| \| \| 10. Enrique II de Navarra \| \| \| \| \| \| \| \| \| \| \| \| \| \| \| \| \| \| \| \| \| \| \| \| \| \| \| \| \| \| \| \| \| \| \| \| \| \| \| \| \| \| \| \| \| \| \| \| \| \| \| \| \| \| 21. Catalina de Navarra \| \| \| \| \| \| \| \| \| \| \| \| \| \| \| \| \| \| \| \| \| \| \| \| \| \| \| \| \| \| \| \| \| \| \| \| \| \| \| \| \| \| \| \| \| \| \| \| \| \| \| \| \| \| 5. Juana III de Navarra \| \| \| \| \| \| \| \| \| \| \| \| \| \| \| \| \| \| \| \| \| \| \| \| \| \| \| \| \| \| \| \| \| \| \| \| \| \| \| \| \| \| \| \| \| \| \| \| \| \| \| \| \| \| 22. Carlos de Orleans \| \| \| \| \| \| \| \| \| \| \| \| \| \| \| \| \| \| \| \| \| \| \| \| \| \| \| \| \| \| \| \| \| \| \| \| \| \| \| \| \| \| \| \| \| \| \| \| \| \| \| \| \| \| 11. Margarita de Angulema \| \| \| \| \| \| \| \| \| \| \| \| \| \| \| \| \| \| \| \| \| \| \| \| \| \| \| \| \| \| \| \| \| \| \| \| \| \| \| \| \| \| \| \| \| \| \| \| \| \| \| \| \| \| 23. Luisa de Saboya \| \| \| \| \| \| \| \| \| \| \| \| \| \| \| \| \| \| \| \| \| \| \| \| \| \| \| \| \| \| \| \| \| \| \| \| \| \| \| \| \| \| \| \| \| \| \| \| \| \| \| \| \| \| 1. Enriqueta María de Francia \| \| \| \| \| \| \| \| \| \| \| \| \| \| \| \| \| \| \| \| \| \| \| \| \| \| \| \| \| \| \| \| \| \| \| \| \| \| \| \| \| \| \| \| \| \| \| \| \| \| \| \| \| \| 24. Giovanni de Médicis \| \| \| \| \| \| \| \| \| \| \| \| \| \| \| \| \| \| \| \| \| \| \| \| \| \| \| \| \| \| \| \| \| \| \| \| \| \| \| \| \| \| \| \| \| \| \| \| \| \| \| \| \| \| 12. Cosme I de Médici \| \| \| \| \| \| \| \| \| \| \| \| \| \| \| \| \| \| \| \| \| \| \| \| \| \| \| \| \| \| \| \| \| \| \| \| \| \| \| \| \| \| \| \| \| \| \| \| \| \| \| \| \| \| 25. María Salviati \| \| \| \| \| \| \| \| \| \| \| \| \| \| \| \| \| \| \| \| \| \| \| \| \| \| \| \| \| \| \| \| \| \| \| \| \| \| \| \| \| \| \| \| \| \| \| \| \| \| \| \| \| \| 6. Francisco I, Gran duque de Toscana \| \| \| \| \| \| \| \| \| \| \| \| \| \| \| \| \| \| \| \| \| \| \| \| \| \| \| \| \| \| \| \| \| \| \| \| \| \| \| \| \| \| \| \| \| \| \| \| \| \| \| \| \| \| 26. Pedro Álvarez de Toledo \| \| \| \| \| \| \| \| \| \| \| \| \| \| \| \| \| \| \| \| \| \| \| \| \| \| \| \| \| \| \| \| \| \| \| \| \| \| \| \| \| \| \| \| \| \| \| \| \| \| \| \| \| \| 13. Leonor Álvarez de Toledo \| \| \| \| \| \| \| \| \| \| \| \| \| \| \| \| \| \| \| \| \| \| \| \| \| \| \| \| \| \| \| \| \| \| \| \| \| \| \| \| \| \| \| \| \| \| \| \| \| \| \| \| \| \| 27. María Osorio \| \| \| \| \| \| \| \| \| \| \| \| \| \| \| \| \| \| \| \| \| \| \| \| \| \| \| \| \| \| \| \| \| \| \| \| \| \| \| \| \| \| \| \| \| \| \| \| \| \| \| \| \| \| 3. María de Medicis \| \| \| \| \| \| \| \| \| \| \| \| \| \| \| \| \| \| \| \| \| \| \| \| \| \| \| \| \| \| \| \| \| \| \| \| \| \| \| \| \| \| \| \| \| \| \| \| \| \| \| \| \| \| 28. Felipe I de Castilla \| \| \| \| \| \| \| \| \| \| \| \| \| \| \| \| \| \| \| \| \| \| \| \| \| \| \| \| \| \| \| \| \| \| \| \| \| \| \| \| \| \| \| \| \| \| \| \| \| \| \| \| \| \| 14. Fernando I de Habsburgo \| \| \| \| \| \| \| \| \| \| \| \| \| \| \| \| \| \| \| \| \| \| \| \| \| \| \| \| \| \| \| \| \| \| \| \| \| \| \| \| \| \| \| \| \| \| \| \| \| \| \| \| \| \| 29. Juana de Castilla \| \| \| \| \| \| \| \| \| \| \| \| \| \| \| \| \| \| \| \| \| \| \| \| \| \| \| \| \| \| \| \| \| \| \| \| \| \| \| \| \| \| \| \| \| \| \| \| \| \| \| \| \| \| 7. Juana de Habsburgo-Jagellón \| \| \| \| \| \| \| \| \| \| \| \| \| \| \| \| \| \| \| \| \| \| \| \| \| \| \| \| \| \| \| \| \| \| \| \| \| \| \| \| \| \| \| \| \| \| \| \| \| \| \| \| \| \| 30. Ladislao de Bohemia y Hungría \| \| \| \| \| \| \| \| \| \| \| \| \| \| \| \| \| \| \| \| \| \| \| \| \| \| \| \| \| \| \| \| \| \| \| \| \| \| \| \| \| \| \| \| \| \| \| \| \| \| \| \| \| \| 15. Ana de Bohemia y Hungría \| \| \| \| \| \| \| \| \| \| \| \| \| \| \| \| \| \| \| \| \| \| \| \| \| \| \| \| \| \| \| \| \| \| \| \| \| \| \| \| \| \| \| \| \| \| \| \| \| \| \| \| \| \| 31. Ana de Foix-Candale \| \| \| \| \| \| \| \| \| \| \| \| \| \| \| \| \| \| \| \| \| \| \| \| \| \| \| \| \| \| \| \| \| \| \| \| \| \| \| \| \| \| \| \| \| \| \| \| \| \| \| \| |                                       |  |  |  |  |  |  |  |  |  |  |  |  |  |  |  |
| |                                       |  |  |  |  |  |  |  |  |  |  |  |  |  |  |  |
| | 16. Francisco de Vendôme              |  |  |  |  |  |  |  |  |  |  |  |  |  |  |  |
| |                                       |  |  |  |  |  |  |  |  |  |  |  |  |  |  |  |
| |                                       |  |  |  |  |  |  |  |  |  |  |  |  |  |  |  |
| | 8. Carlos IV de Borbón                |  |  |  |  |  |  |  |  |  |  |  |  |  |  |  |
| |                                       |  |  |  |  |  |  |  |  |  |  |  |  |  |  |  |
| |                                       |  |  |  |  |  |  |  |  |  |  |  |  |  |  |  |
| | 17. María de Luxemburgo               |  |  |  |  |  |  |  |  |  |  |  |  |  |  |  |
| |                                       |  |  |  |  |  |  |  |  |  |  |  |  |  |  |  |
| |                                       |  |  |  |  |  |  |  |  |  |  |  |  |  |  |  |
| | 4. Antonio de Borbón                  |  |  |  |  |  |  |  |  |  |  |  |  |  |  |  |
| |                                       |  |  |  |  |  |  |  |  |  |  |  |  |  |  |  |
| |                                       |  |  |  |  |  |  |  |  |  |  |  |  |  |  |  |
| | 18. René de Alençon                   |  |  |  |  |  |  |  |  |  |  |  |  |  |  |  |
| |                                       |  |  |  |  |  |  |  |  |  |  |  |  |  |  |  |
| |                                       |  |  |  |  |  |  |  |  |  |  |  |  |  |  |  |
| | 9. Francisca de Alençon               |  |  |  |  |  |  |  |  |  |  |  |  |  |  |  |
| |                                       |  |  |  |  |  |  |  |  |  |  |  |  |  |  |  |
| |                                       |  |  |  |  |  |  |  |  |  |  |  |  |  |  |  |
| | 19. Margarita de Lorena               |  |  |  |  |  |  |  |  |  |  |  |  |  |  |  |
| |                                       |  |  |  |  |  |  |  |  |  |  |  |  |  |  |  |
| |                                       |  |  |  |  |  |  |  |  |  |  |  |  |  |  |  |
| | 2. Enrique IV de Francia              |  |  |  |  |  |  |  |  |  |  |  |  |  |  |  |
| |                                       |  |  |  |  |  |  |  |  |  |  |  |  |  |  |  |
| |                                       |  |  |  |  |  |  |  |  |  |  |  |  |  |  |  |
| | 20. Juan III de Navarra               |  |  |  |  |  |  |  |  |  |  |  |  |  |  |  |
| |                                       |  |  |  |  |  |  |  |  |  |  |  |  |  |  |  |
| |                                       |  |  |  |  |  |  |  |  |  |  |  |  |  |  |  |
| | 10. Enrique II de Navarra             |  |  |  |  |  |  |  |  |  |  |  |  |  |  |  |
| |                                       |  |  |  |  |  |  |  |  |  |  |  |  |  |  |  |
| |                                       |  |  |  |  |  |  |  |  |  |  |  |  |  |  |  |
| | 21. Catalina de Navarra               |  |  |  |  |  |  |  |  |  |  |  |  |  |  |  |
| |                                       |  |  |  |  |  |  |  |  |  |  |  |  |  |  |  |
| |                                       |  |  |  |  |  |  |  |  |  |  |  |  |  |  |  |
| | 5. Juana III de Navarra               |  |  |  |  |  |  |  |  |  |  |  |  |  |  |  |
| |                                       |  |  |  |  |  |  |  |  |  |  |  |  |  |  |  |
| |                                       |  |  |  |  |  |  |  |  |  |  |  |  |  |  |  |
| | 22. Carlos de Orleans                 |  |  |  |  |  |  |  |  |  |  |  |  |  |  |  |
| |                                       |  |  |  |  |  |  |  |  |  |  |  |  |  |  |  |
| |                                       |  |  |  |  |  |  |  |  |  |  |  |  |  |  |  |
| | 11. Margarita de Angulema             |  |  |  |  |  |  |  |  |  |  |  |  |  |  |  |
| |                                       |  |  |  |  |  |  |  |  |  |  |  |  |  |  |  |
| |                                       |  |  |  |  |  |  |  |  |  |  |  |  |  |  |  |
| | 23. Luisa de Saboya                   |  |  |  |  |  |  |  |  |  |  |  |  |  |  |  |
| |                                       |  |  |  |  |  |  |  |  |  |  |  |  |  |  |  |
| |                                       |  |  |  |  |  |  |  |  |  |  |  |  |  |  |  |
| | 1. Enriqueta María de Francia         |  |  |  |  |  |  |  |  |  |  |  |  |  |  |  |
| |                                       |  |  |  |  |  |  |  |  |  |  |  |  |  |  |  |
| |                                       |  |  |  |  |  |  |  |  |  |  |  |  |  |  |  |
| | 24. Giovanni de Médicis               |  |  |  |  |  |  |  |  |  |  |  |  |  |  |  |
| |                                       |  |  |  |  |  |  |  |  |  |  |  |  |  |  |  |
| |                                       |  |  |  |  |  |  |  |  |  |  |  |  |  |  |  |
| | 12. Cosme I de Médici                 |  |  |  |  |  |  |  |  |  |  |  |  |  |  |  |
| |                                       |  |  |  |  |  |  |  |  |  |  |  |  |  |  |  |
| |                                       |  |  |  |  |  |  |  |  |  |  |  |  |  |  |  |
| | 25. María Salviati                    |  |  |  |  |  |  |  |  |  |  |  |  |  |  |  |
| |                                       |  |  |  |  |  |  |  |  |  |  |  |  |  |  |  |
| |                                       |  |  |  |  |  |  |  |  |  |  |  |  |  |  |  |
| | 6. Francisco I, Gran duque de Toscana |  |  |  |  |  |  |  |  |  |  |  |  |  |  |  |
| |                                       |  |  |  |  |  |  |  |  |  |  |  |  |  |  |  |
| |                                       |  |  |  |  |  |  |  |  |  |  |  |  |  |  |  |
| | 26. Pedro Álvarez de Toledo           |  |  |  |  |  |  |  |  |  |  |  |  |  |  |  |
| |                                       |  |  |  |  |  |  |  |  |  |  |  |  |  |  |  |
| |                                       |  |  |  |  |  |  |  |  |  |  |  |  |  |  |  |
| | 13. Leonor Álvarez de Toledo          |  |  |  |  |  |  |  |  |  |  |  |  |  |  |  |
| |                                       |  |  |  |  |  |  |  |  |  |  |  |  |  |  |  |
| |                                       |  |  |  |  |  |  |  |  |  |  |  |  |  |  |  |
| | 27. María Osorio                      |  |  |  |  |  |  |  |  |  |  |  |  |  |  |  |
| |                                       |  |  |  |  |  |  |  |  |  |  |  |  |  |  |  |
| |                                       |  |  |  |  |  |  |  |  |  |  |  |  |  |  |  |
| | 3. María de Medicis                   |  |  |  |  |  |  |  |  |  |  |  |  |  |  |  |
| |                                       |  |  |  |  |  |  |  |  |  |  |  |  |  |  |  |
| |                                       |  |  |  |  |  |  |  |  |  |  |  |  |  |  |  |
| | 28. Felipe I de Castilla              |  |  |  |  |  |  |  |  |  |  |  |  |  |  |  |
| |                                       |  |  |  |  |  |  |  |  |  |  |  |  |  |  |  |
| |                                       |  |  |  |  |  |  |  |  |  |  |  |  |  |  |  |
| | 14. Fernando I de Habsburgo           |  |  |  |  |  |  |  |  |  |  |  |  |  |  |  |
| |                                       |  |  |  |  |  |  |  |  |  |  |  |  |  |  |  |
| |                                       |  |  |  |  |  |  |  |  |  |  |  |  |  |  |  |
| | 29. Juana de Castilla                 |  |  |  |  |  |  |  |  |  |  |  |  |  |  |  |
| |                                       |  |  |  |  |  |  |  |  |  |  |  |  |  |  |  |
| |                                       |  |  |  |  |  |  |  |  |  |  |  |  |  |  |  |
| | 7. Juana de Habsburgo-Jagellón        |  |  |  |  |  |  |  |  |  |  |  |  |  |  |  |
| |                                       |  |  |  |  |  |  |  |  |  |  |  |  |  |  |  |
| |                                       |  |  |  |  |  |  |  |  |  |  |  |  |  |  |  |
| | 30. Ladislao de Bohemia y Hungría     |  |  |  |  |  |  |  |  |  |  |  |  |  |  |  |
| |                                       |  |  |  |  |  |  |  |  |  |  |  |  |  |  |  |
| |                                       |  |  |  |  |  |  |  |  |  |  |  |  |  |  |  |
| | 15. Ana de Bohemia y Hungría          |  |  |  |  |  |  |  |  |  |  |  |  |  |  |  |
| |                                       |  |  |  |  |  |  |  |  |  |  |  |  |  |  |  |
| |                                       |  |  |  |  |  |  |  |  |  |  |  |  |  |  |  |
| | 31. Ana de Foix-Candale               |  |  |  |  |  |  |  |  |  |  |  |  |  |  |  |
| |                                       |  |  |  |  |  |  |  |  |  |  |  |  |  |  |  |
| |                                       |  |  |  |  |  |  |  |  |  |  |  |  |  |  |  |

## Cine y televisión
Enriqueta ha sido interpretada en la ficción por:

### Cine
| Año  | Película | Actriz        |
| ---- | -------- | ------------- |
| 1970 | Cromwell | Dorothy Tutin |

### Serie de televisión
| Año  | Serie de televisión | Actriz        |
| ---- | ------------------- | ------------- |
| 2016 | The Musketeers      | Olivia Poulet |

## Títulos
| Títulos Reales               |                                                           |                                    |
| Predecesor: Ana de Dinamarca | Reina consorte de Inglaterra, Escocia e Irlanda 1625-1649 | Sucedido por: Catalina de Portugal |